# 円谷浩
円谷 浩（つぶらや ひろし、1964年3月8日 - 2001年7月24日）は、日本の元俳優。本名、円谷 寛（読み同一）。
東京都世田谷区出身。堀越高等学校卒業。円谷プロダクション芸能部を経て、楡プロダクションに所属していた。

## 来歴
ウルトラシリーズなどの特撮番組で知られる円谷プロダクションの創業家一族であり、祖父は円谷英二、父は円谷一。また、円谷昌弘（円谷プロダクション第5代社長）、円谷英明（円谷プロダクション第6代社長）を兄にもち、妹には円谷一美（旧名：又紀仁美、シンガーソングライター）がいる。
高校在学中に、松田聖子主演『野菊の墓』（東映）のオーディションを受けるが、最終選考の手前で落選。しかしオーディションでの緊張感が忘れられず、本格的に役者を志す。高校卒業後、円谷プロダクションに入社。同プロダクション芸能部所属となり、1982年にテレビドラマ『特捜最前線』（テレビ朝日）のゲスト出演でデビュー。『高校聖夫婦』（TBS）の準レギュラーを経て、1984年には『宇宙刑事シャイダー』（テレビ朝日）で初主演を果たす。アクション俳優でないにもかかわらず、主人公・沢村大役を体当たりで演じた。
1985年に出演したNHK新大型時代劇『真田太平記』が転機となり、以降は活躍の場を京都中心とし時代劇への出演が増える。映画では、1991年に夢枕獏原作『超高層ハンティング』（松竹）で、人知れず突然変異した人間と戦うサイコシストのリーダーを演じ、『宇宙刑事シャイダー』のパイロットも手掛けた澤井信一郎監督『福沢諭吉』（東映）にも出演した。
1989年『ウルトラマンをつくった男たち 星の林に月の舟』（TBS）では、ウルトラマン=ハヤタ隊員役の黒部進をモデルとした黒河進役で出演する。パック・イン・ビデオから発売された、円谷プロ作品の集大成・再編集ビデオ『THEウルトラ伝説』シリーズでは、円谷昌弘の発案でナレーションを担当。『ウルトラマンティガ』（毎日放送）の番外編的かつ円谷プロ黎明期へのオマージュ的なエピソードである「ウルトラの星」（第49話）では『ウルトラQ』の本編撮影を演出する父・円谷一の役を演じた。その後、『ウルトラマンダイナ』のミヤタ参謀、『ウルトラマンガイア』の田端健二と、一連の平成ウルトラシリーズでも重要な役を務めた。
俳優活動の中心であった東映京都撮影所時代には、撮影が終わるとスタッフや共演者と飲酒することが日常的だった。この影響から結果として肝機能障害を発症し、2000年に体調不良を理由に俳優を引退。同年4月より円谷プロダクション芸能部マネージャーを務めていたが、翌2001年7月24日、神奈川県相模原市の病院で肝不全のため逝去。37歳没。
死後に発売されたゲーム作品『宇宙刑事魂』では、『宇宙刑事シャイダー』の沢村大 / シャイダー 役をかわむら拓央が代演している。

## 人物・エピソード
趣味は、球技。高校時代は、バレーボール部に所属していた。
俳優の神谷まさひろは高校の同級生で、『宇宙刑事シャイダー』の第5話「突然! なまけもの」に神谷がゲスト出演したのはその時の縁だと思うと神谷は述べている。
『宇宙刑事シャイダー』の撮影現場では役名にちなみ、「大」「大ちゃん」などの愛称で親しまれていた。アクション監督の金田治からはなぜか「ダイスケ」と呼ばれ、後年誕生した自身の息子に「大介」と名付けたという。
『宇宙刑事シャイダー』最終回スペシャルにおいて、シャイダーのスーツを初めて着用。シャイダーのアクションを担当した清水朗にポージングを習い、本編を含めスチール写真など全てを演じた。
小西博之とは友人であった。小西によると『ウルトラギャラクシー大怪獣バトル』で円谷に捧げる意味で自分の役名を「日向浩」に変更してもらったという。
特技は、殺陣、乗馬。

## 出演

### テレビドラマ
- 特捜最前線 第282話「ラッシュアワーの女!」（1982年、ANB）
- 高校聖夫婦（1983年、TBS） - 岡村昇
- 宇宙刑事シャイダー（1984年 - 1985年、ANB） - 主演・ 沢村大 / シャイダー
- 部長刑事 第1380話「殺人ロープをつくった女」（1985年、ABC）
- 木曜ゴールデンドラマ / 二人なら生きられる（1985年、YTV）
- 私鉄沿線97分署 第43話「駆け落ち夫婦にラブソング!?」（1985年、ANB）
- 真田太平記（1985年 - 1986年、NHK総合） - 豊臣秀頼
- 早春物語〜私、大人になります〜（1986年、TBS） - 杉原達夫
- 暴れん坊将軍（ANB）
  - 暴れん坊将軍II 第182話「燃える江戸城! 男たちの一番纏!」（1987年） - 安吉
  - 暴れん坊将軍III
    - 第46話「激震! なまず武士の怒り」（1989年） - 藤木誠一郎
    - 第115話「無念を晴らした南蛮大魔術!」（1990年） - 小太郎

  - 暴れん坊将軍IV
    - スペシャル「ご生母、謎の失踪! 吉宗、江戸城決戦春一番!!」（1991年） - 菊千代
    - 第46話「恋山彦幻の花嫁!」（1992年） - 三沢東一郎

  - 暴れん坊将軍VI
    - 第11話「大喧嘩! め組対定火消」（1994年） - 佐吉
    - 第47話「帰って来た次男坊鴉」（1995年） - 藤十

  - 暴れん坊将軍IX 第18話「哀切愁々 母子合わせ鏡」（1999年） - 丹羽左京太夫
- 若大将天下ご免!（1987年、ANB） - 石松
- 東芝日曜劇場（TBS）
  - 夢が渡る（1988年）
  - トレード（1988年）
  - 早朝電車（1988年）
  - 雪の成人式（1989年）
- 空に星があるように（1988年、TBS） - 田村真
- 男と女のミステリー / 特捜婦警・遠山優子（1988年、CX）
- ドラマ23（TBS）
  - こまったもんだthey!?（1988年）
  - 舞妓さんの初恋（1989年）
- 織田信長（1989年、TBS） - 佐々隼人正
- 水戸黄門（TBS）
  - 第18部 第19話「幸せ運んだ子守唄 -島原-」（1989年） - 惣之助
  - 第19部 第29話「天下御免の大芝居 -江戸-」（1990年） - 由次郎
  - 第22部 第29話「世継ぎを狙う毒の罠 -高田-」（1993年） - 田辺
  - 第23部 第2話「育ての父は鷹匠 -大宮-」（1994年） - 佐吉
  - 第24部 第1話「水戸・江戸」（1995年） - 乾敬馬
  - 第24部 第28話「悪を砕いた世直し剣 長岡-」（1996年） - 牧野勝三郎
  - 第25部 第1話「旅立ち -江戸・銚子-」（1996年） - 小関哲之介
  - 第26部 第21話「間違えられた縁談話 -福知山-」（1998年） - 乾辰之介
- さすらい刑事旅情編（ANB）
  - さすらい刑事旅情編 第16話「妹・東京駅恋物語」（1989年）
  - さすらい刑事旅情編II 第1話「寝台特急瀬戸・海峡の花嫁」（1989年）
- ウルトラシリーズ
  - ウルトラマンをつくった男たち 星の林に月の舟（1989年、TBS） - 黒河進（黒部進）
  - ウルトラセブン 地球星人の大地（1994年、NTV） - トネザキ博士
  - ウルトラマンティガ 第49話「ウルトラの星」（1997年、MBS） - 円谷一
  - ウルトラマンダイナ（1997年 - 1998年、MBS） - ミヤタ･セイジ参謀
  - ウルトラマンガイア（1998年 - 1999年、MBS） - 田端健二
- 翔んでる!平賀源内（1989年、TBS） - 青木二郎太
- 名奉行 遠山の金さん（ANB）
  - 第2シリーズ 第13話「遠山奉行の涙! 裁かれた聖母像」（1989年） - 早川慎之介
  - 第6シリーズ 第8話「上方女の真剣勝負」（1994年） - 佐吉
  - 遠山の金さんVS女ねずみ 第15話「ねずみに殺人容疑 金さん困る」（1997年） - 島津勝之進
  - 金さんVS女ねずみ 第15話「花のお江戸の結婚サギ」（1998年） - 宇市
- 火曜スーパーワイド / Dr.クマひげIII 新宿駅ウラ診療所（1989年、ANB）
- 奇兵隊（1989年、NTV） - 毛利定広
- 月曜ドラマスペシャル（TBS）
  - おやじのヒゲ7（1990年）
  - 三十六人の乗客（1991年）
  - 親子弁護士の探偵帖（1995年） - 藤崎武志
  - 弁護士芸者のお座敷事件簿（1997年） - 達也
  - 和服デザイナー探偵 京都鬼子母神伝説殺人事件（1997年） - 結城忠彦
- 金曜ロードショー特別企画 / 天と地と〜黎明編（1990年、NTV）
- お江戸捕物日記 照姫七変化 第7話「三匹の暴走旗本」（1990年、CX）
- 夏樹静子サスペンス / 狙われて（1990年、KTV）
- 月曜・女のサスペンス 列島縦断事件シリーズ / 国東半島連続殺人事件（1990年、TX）
- いのち草（1990年 - 1991年、YTV）
- 過去から来た女（1991年、中部日本放送）
- 土曜ワイド劇場（ANB）
  - 牟田刑事官事件ファイル15 神戸〜横浜 港町連続殺人（1991年） - 大村誠一
  - 刑事・神崎省吾事件簿 椿の入れ墨をした女（1992年） - 石山刑事
  - 湯けむり草津温泉 女たちの殺人研修ツアー（1993年） - 下村達也
  - 湯けむり受胎旅行連続殺人 北海道子づくり旅行殺人事件（1995年） - 天城健介
  - 嫁姑が謎に挑戦! 津軽海峡を渡る殺人者（1996年） - 岩本タクヤ
  - 高松 - 神戸 ジャンボフェリー殺人海峡（1996年） - 田川敏夫
  - エステサロン白い肌殺人事件（1997年） - 嵯峨桂介
  - 美人エステティシャン殺し（1997年） 吉永達夫
  - 作家 小日向鋭介の推理日記2（1999年） - 高田俊一
  - 捜査回避（2002年） - 井上刑事 ※1998年撮影
- 華の宴（1991年、YTV） - 朝倉国夫
- 少女探偵事件ファイル 第11話「セピア色の秘密」（1992年、KTV）
- 素浪人無頼旅II（1992年、ANB）
- 四匹の用心棒4 かかし半兵衛ひとり旅（1992年、ANB） - 大森順平
- 大岡越前 第13部 第15話「河童にさらわれた若旦那」（1993年、TBS） - 新之助・巳之吉（二役）
- 四匹の用心棒5 かかし半兵衛無頼旅（1993年、ANB） - 和久井要蔵
- 渡る世間は鬼ばかり 第2シリーズ（1993年 - 1994年） - 川越
- あなたが好きです（1994年、THK）- 田島雅人
- 松本清張ドラマスペシャル・眼の気流（1994年9月15日、TX）
- 家光謀殺 三代将軍に迫る謎の暗殺軍団!（1995年、ANB） - 徳川家光
- 痛快・三匹が斬る! 第18話「千石どり、裸踊りも厭やせぬ」（1995年、ANB） - 有島準一郎
- 水戸黄門外伝 かげろう忍法帖 第2話「鬼蜘蛛の恐怖」（1995年、TBS） - 三浦広之進
- 鬼麿斬人剣（1995年、ANB） - 野末市之進
- 金曜エンタテイメント（CX）
  - 山村美紗サスペンス 京都一条戻り橋殺人事件（1996年）
  - おばさんデカ・桜乙女の事件帖5 名門着付け教室殺人事件（1997年） - 藤田健次郎
- 天晴れ夜十郎（1996年 - 1997年、NHK） - 同心
- 司馬遼太郎の功名が辻 第3話（1997年、ANB） - 加藤虎之助清正
- はぐれ刑事純情派X 第26話「安浦刑事イタリアへ飛ぶ! 殺意のナポリ湾・乗り換えられた女!?」（1997年、ANB）
- 火曜サスペンス劇場 / わが町X（1998年、NTV） - 神島雄一
- 新選組血風録（1998年、ANB） - 松平容保

### 映画
- 宇宙刑事シャイダー（東映） - 主演・沢村大 / シャイダー
  - 劇場版 宇宙刑事シャイダー（1984年7月14日）
  - 宇宙刑事シャイダー 追跡! しぎしぎ誘拐団（1984年12月22日）
- ウルトラシリーズ
  - ウルトラQ ザ・ムービー 星の伝説（1990年、松竹） - カメラマン
  - ウルトラマンティガ&ウルトラマンダイナ 光の星の戦士たち（1998年、松竹） - ミヤタ･セイジ参謀
- 超高層ハンティング（1991年、松竹） - 井上敏樹
- 福沢諭吉（1991年、東映） - 天野清四郎
- 勝利者たち（1992年、東宝）
- バブルと寝た女たち（1998年3月14日、円谷映像） - 小沢

### オリジナルビデオ
- ピーチ白書 もっとおアツいのが好きッ!!（1991年、SEIYO INTERNATIONAL）
- THEウルトラ伝説 不滅! ヒーローミュージック・コレクション（1992年、TBSビデオ=パック・イン・ビデオ） - ナレーター
- 宇宙刑事シャイダー NEXT GENERATION（2014年11月7日、東映ビデオ） - 沢村大 ※写真出演

### 舞台
- 若大将天下ご免!（1989年、新宿コマ劇場）
- 孤愁の岸（1992年、東宝）

### ゲーム
- スーパーヒーロー作戦（1999年1月28日、バンプレスト） - 沢村大 / シャイダー 役